# Eumelepta
Eumelepta es un género de escarabajos de la familia de los Chrysomelidae. Fue descrito científicamente por primera vez en 1892 por Jacoby.

## Especies
El género incluye las siguientes especies:
- Eumelepta biplagiata Jacoby, 1892
- Eumelepta clypeata (Jacoby, 1900)
- Eumelepta discalis (Gressitt & Kimoto, 1963)
- Eumelepta variabilis (Gressitt & Kimoto, 1963)